# Johannes Pumpel
Johannes Pumpel (* in Lübeck; † 24. Juli 1544 ebenda) war Domherr in Lübeck.

## Leben
Der Eintragungen im Lübecker Niederstadtbuch zur Folge aus Lübeck stammende Kleriker Johannes Pumpel wird urkundlich erstmals 1513 in Rom erwähnt, als der in Benevento in Süditalien gebürtige Rotanotar und spätere Bischof von Bagnoregio in Mittelitalien Mercurius de Vipera († 1527) auf gleich zwei Domherrenstellen am Lübecker Dom verzichtete, und zwar auf eine zugunsten von Franz Diemann aufgrund eines mit diesem geführten Rechtsstreits und auf die andere zugunsten von Johannes Pumpel. Von Pumpel erhielt der ebenfalls in Rom tätige Lübecker Thomas Giese 1513 den Hinweis auf eine vakante Vikarie in der Kapelle der Bergenfahrer in der Lübecker Marienkirche. Diese ging im Endeffekt zwar an Bertram von Rentelen, aber Giese konnte sich eine finanzielle Abstandsleistung sichern. 
Wohl 1513 wurde Pumpel Domherr in Lübeck; 1515 ist er Besitzer einer sogenannten Großen Präbende. Giese berichtet in seinem hinterlassenen Notizbuch von der Abreise Pumpels und Diemanns aus Rom im Januar 1516. Johannes Pumpel ernannte vor seiner Abreise den späteren Lübecker Domherrn Berthold Boldewin zu seinem Procurator, jedoch erledigte Thomas Giese von 1517 bis zu seinem Tod etliche Geschäfte für Pumpel in Rom. Im Gegenzug wurde Pumpel für Giese 1525 in Lübeck als Procurator wirksam.
Pumpel residierte ab 1519 als Domherr in Lübeck. Als Vizehofpfalzgraf aus päpstlicher Autorität konnte er Notare ernennen. 1527 konnte er durch sein turnusmäßiges Präsentationsrecht im Kapitel seinem Famulus Detlev Lattemann die Vikarie Nr. 8 an der Petrikirche verschaffen. Von September 1540 bis zu seinem Tod war er Domdechant des Lübecker Kapitels. Seine Präbende ging 1548 an Christoph Tiedemann.